# A Hard Day's Night/Things We Said Today
A Hard Day's Night/Things We Said Today è il settimo singolo discografico dei Beatles pubblicato nel 1964.
Fu uno dei primi a raggiungere un ampio successo internazionale arrivando in cima alle classifiche di molti Paesi europei. La canzone trainò il successo anche degli omonimi album e film e, nel 1965, venne vinse un Grammy Award nella categoria della migliore interpretazione di un gruppo musicale.

## Tracce
Testi e musiche di John Lennon e Paul McCartney.
1. A Hard Day's Night – 2:25
2. Things We Said Today – 2:31

## Storia
Il titolo significa "La nottata di una dura giornata" e si riferisce a una battuta di Ringo Starr, come succederà anche in altri casi (il più celebre dei quali è Tomorrow Never Knows), basata sul gioco di parole day… night ("giorno, anzi no notte") e day's night ("nottata di un giornata"). Nel 1964, in un'intervista col disc jockey Dave Hall, Starr raccontò com'era nato il titolo:
(Intervista di Dave Hall a Ringo Starr.)

## Musica e arrangiamento
La musica e la melodia, composte, in maggior misura, da John Lennon furono parzialmente influenzate dallo stile degli Everly Brothers, duo in auge in quegli anni e appena reduce da una lunga tournée inglese. La registrazione evidenziò la magnifica esecuzione tecnica di George Harrison, suonando l'inconfondibile Rickenbacker elettrica a 12 corde, modello 360/12, con l'accordatura aperta.
L'accordo che apre la canzone è diventato uno degli elementi più celebri, riconoscibili e iconici nell'intera storia dei Beatles, nonché uno dei più complessi, studiati e dibattuti dagli esperti e dal fandom. Si tratta di un singolo suono composto dalla sovrapposizione sincronizzata degli accordi prodotti da almeno sei strumenti (chitarra acustica, chitarra elettrica, basso, batteria, cimbali, pianoforte) a cui si aggiungono probabilmente altri suoni strumentali o ambientali non identificati con precisione; l'incertezza sulla composizione dell'accordo deriva dal fatto che, per via delle limitazioni tecniche del tempo, gli strumenti vennero registrati insieme e non separatamente, rendendo estremamente arduo identificare i singoli suoni prodotti dai singoli strumenti.
Fra i pochi suoni di cui si ha certezza c'è l'accordo di Sol11 suonato con la chitarra elettrica Rickenbacker da George Harrison, come da lui stesso dichiarato: da questo dato certo vari musicisti e studiosi sono partiti per ricostruire gli altri suoni prodotti dagli altri musicisti, senza mai giungere però a un risultato completamente soddisfacente.
Per la sua natura complessa e in larga parte misteriosa, l'accordo iniziale di A Hard Day's Night è considerato come uno dei primi esperimenti armonici dei Beatles, esperimenti che poi diventeranno frequenti negli album successivi.

### Testo e significato
Il testo fu scritto da John Lennon e descrive le emozioni provate durante quel periodo faticoso caratterizzato da incessanti tournée mondiali e dal felice periodo iniziale del matrimonio con Cynthia Powell.
(Testo di A Hard Day's Night)

## Registrazione
Il produttore e arrangiatore George Martin spiegò che la canzone fu registrata in una sola giornata a causa dei molteplici impegni del gruppo; i Fab Four furono agevolati, in questo senso, dalla loro abitudine di scrivere, suonare e preparare le loro nuove canzoni ben prima del loro ingresso nello studio di registrazione. Nel caso specifico, utilizzarono le camere d'albergo fra un concerto ed un altro come sale prove.

## Classifiche
Il 23 luglio 1964 raggiunse la prima posizione nella Official Singles Chart per tre settimane, e il 25 luglio in Norvegia, Germania e nei Paesi Bassi dove vi rimase per cinque settimane. Nell'agosto del 1964 raggiunse il numero 1 negli USA (Billboard Hot 100 per due settimane), in Canada e in Australia, vincendo il disco d'oro.

## Formazione
- John Lennon - voce raddoppiata, chitarra ritmica acustica ed elettrica
- Paul McCartney - voce raddoppiata, basso
- George Harrison - chitarra elettrica solista
- Ringo Starr - batteria, bongo
- George Martin - pianoforte

## Cover
La notorietà di A Hard Day's Night ha generato numerose cover. Fra le principali si ricordano quelle di:
- Peter Sellers, che registrò una versione spiritosa nel 1965 con la quale riuscì ad entrare nei primi venti posti della classifica inglese
- Billy Joel, che propose una sua versione inserendola nell'album Complete Hits
- The Punkles, che suonarono una cover punk nel loro primo album
- Laurent Voulzy, che nella canzone Rockollection del 1977 canta e suona il verso iniziale
- The Knack eseguirono una cover nel concerto alla Carnegie Hall del 1979. Di quel concerto fu pubblicato un album live
- Gli Shampoo eseguirono una cover demenziale in napoletano intitolata Si scinne abbascie e' night nell'album In Naples 1980/81 del 1980 (EMI, 3C 064-18517)
- Anna Maria Di Marco, Stefania Del Prete e Letizia Mongelli, vocalist per Laura Migliacci, Arianna Becchetti e Monia Arizzi, nella compilation Non è la Rai gran finale del 1995
- I Big Time Rush eseguirono una cover per il film Spin-Off, Big Time Movie